# Efunshé
Efuché (otras alternativas: Fuché, Funché, Efunshé) fue una sacerdotisa yoruba de Ochosi quien llegó a Cuba como trabajadora inmigrante libre a finales del siglo XIX o principios del siglo XX. El investigador Ernesto Pichardo, cita la década de 1880 como el período probable de su arribo a Cuba.
De acuerdo con la investigadora Irene Wright, luego de la abolición de la esclavitud, varios descendientes de ex esclavos repatriados a África retornaron a Cuba a principios del siglo XX. Al respecto, Wright encontró que durante 1902 - 1907 diez inmigrantes provenientes de África fueron registrados en el censo como establecidos en Cuba.
Entre sus descendientes de la Regla de Osha, se encontraban la sacerdotisa Shangó Luisa Arango (Changó Ladé) y la sacerdotisa Obatalá Andrea Trujillo (Igüin Yimi). Fue Andrea Trujillo por su parte quien inició en la Regla de Osha a la sacerdotisa Yemayá Susana Cantero (Omi Toké), después de la llegada de esta última a La Habana proveniente de Cienfuegos en 1914.
Efuché vivió en la Calle Quinta, entre Fernandina y Castillo en El Cerro. 
Las historias orales categóricamente contienen puntos de vista divergentes sobre la condición de libre o esclava que tenía Efuché al llegar a Cuba. Otro punto sobre el que son divergentes las historias orales sobre Efuché es su identificación con el nombre español Ña Rosalía, o Doña Victoriana Rosalía-Efúnsè Wáríkondó. 
«Ña» sinónimo de señora, fue un trato de distinción, respeto y cariño otorgado en Cuba a los ancianos nativos de África.
Por ejemplo, el investigador John Mason menciona que el oriaté Yrmino Váldes Garriz identificaba a Efuché por el trato honorífico de “Ña Rosalía”. Igualmente, la rama de San José Ochenta identifica a “Ña Rosalía” como la raíz de su linaje. 
Su importancia dentro de la Regla de Osha es reconocida por ser una de las responsables por la institucionalización de importantes adaptaciones estructurales entre los arará y los lucumí a principios del siglo XX. En este sentido, se le atribuye la introducción en La Habana de la ceremonia del cuchillo de Osha, el haber sido quien por primera vez utilizó la figura de "madrina de santo", y el uso del caurí para la función oracular con divinidades de origen arará. 